# Robert Chef d’Hôtel

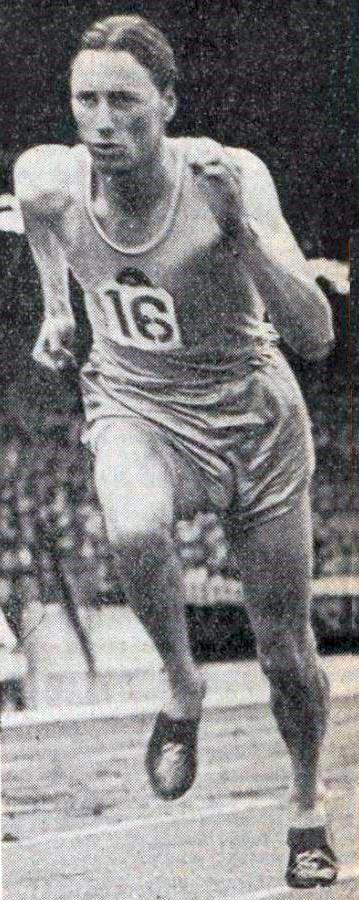
Robert Chef d’Hôtel, 1946

Robert Chef d’Hôtel (* 2. Februar 1922 in Nouméa, Neukaledonien; † 19. Oktober 2019 in Saint-Jean-en-Royans) war ein französischer Mittelstreckenläufer und Sprinter.
1946 wurde er bei den Europameisterschaften in Oslo Sechster über 800 Meter in 1:53,0 min. Am nächsten Tag gewann in der 4-mal-400-Meter-Staffel die französische Mannschaft in der Besetzung Bernard Santona, Yves Cros, Chef d’Hôtel und Jacques Lunis den Europameistertitel in 3:14,4 min mit einer Zehntelsekunde Vorsprung auf die britische Stafette.
Bei den Olympischen Spielen 1948 in London wurde er über 800 Meter in 1:56,3 min Siebter. Die französische Stafette in der Besetzung Jean Kerebel, Francis Schewetta, Chef d’Hôtel und Lunis gewann hinter dem US-amerikanischen Quartett Silber in 3:14,8 min, wobei die Franzosen vom Ausfall der Stafette Jamaikas profitierten.
Robert Chef d’Hôtel war 1,77 m groß und wog in seiner aktiven Zeit 68 kg.